# Серна Сандоваль, Висенте
Висенте Серна-и-Серна Сандоваль (исп. Vicente Cerna y Cerna; 22 января 1815 — 27 июня 1885) — гватемальский политический, государственный и военный деятель, юрист. Президент Гватемалы (1865—1871).

## Биография
В течение многих лет служил прокурором и коррехидором в своей провинции. Многолетний и верный соратник Рафаэля Карреры, провозгласившим в 1839 году Гватемалу суверенным государством. Офицером сражался в рядах его армии против союзных войск Гондураса и Сальвадора, имевших целью восстановить союз Центральной Америки. В чине полковника участвовал в 1851 году в битве при Арада. Участвовал почти во всех военных действиях Карреры. После победы над Сальвадором Рафаэль Каррера присвоил ему в 1863 году звание фельдмаршала.
В том же году избран мэром Чикимулы. В 1854 году был одним из подписавших Закон, объявивший Рафаэля Карреру «Пожизненным президентом Гватемалы» .
Член Консервативной партии.
После смерти Рафаэля Карреры, 24 мая 1865 года был избран президентом республики после выборов. Продолжил консервативную политику Карреры и был переизбран на второй президентский срок, который начался 24 мая 1869 года после выборов, результаты которых оспаривались либералами, поддерживавшими другого фельдмаршала и потенциального преемника Карреры — Хосе Виктора Савалу.
Правительство Висенте Серна было олигархическим и ретроградным, действия которого вызывали протесты населения. По характеру он был жестоким человеком с диктаторскими проявлениями. Во время его правления в Гватемале появился телеграф, были осуществлены первые исследования по созданию сети железной дороги; а также строительство порта Пуэрто-Сан-Хосе на Тихом океане и Центрального рынка в столице Гватемалы. Во время его президентства его политические противники — члены Либеральной партии были привлечены к ответственности и отправлены в изгнание.
Переизбрание Висенте Серна на второй президентский срок, вызвало недовольство по всей стране, патриоты вышли на улицы. В результате этого возникла так называемая Гватемальская революция 1871 года. 23 июня 1871 года армия, под командованием самого Висенте Серна, потерпела два поражения у г. Тотоникапане от революционных войск Мигеля Гарсиа Гранадос-и-Савалы и Хусто Руфино Барриоса Ауйона.
26 июня 1871 года Висенте Серна, окончательно побеждённый, бежал, чтобы не попасть в плен к революционерам. Ушёл в отставку 28 июня 1871 года.
Его племянником был гватемальский поэт Исмаэль Серна (1856—1901).